# Güterstraßenbahn

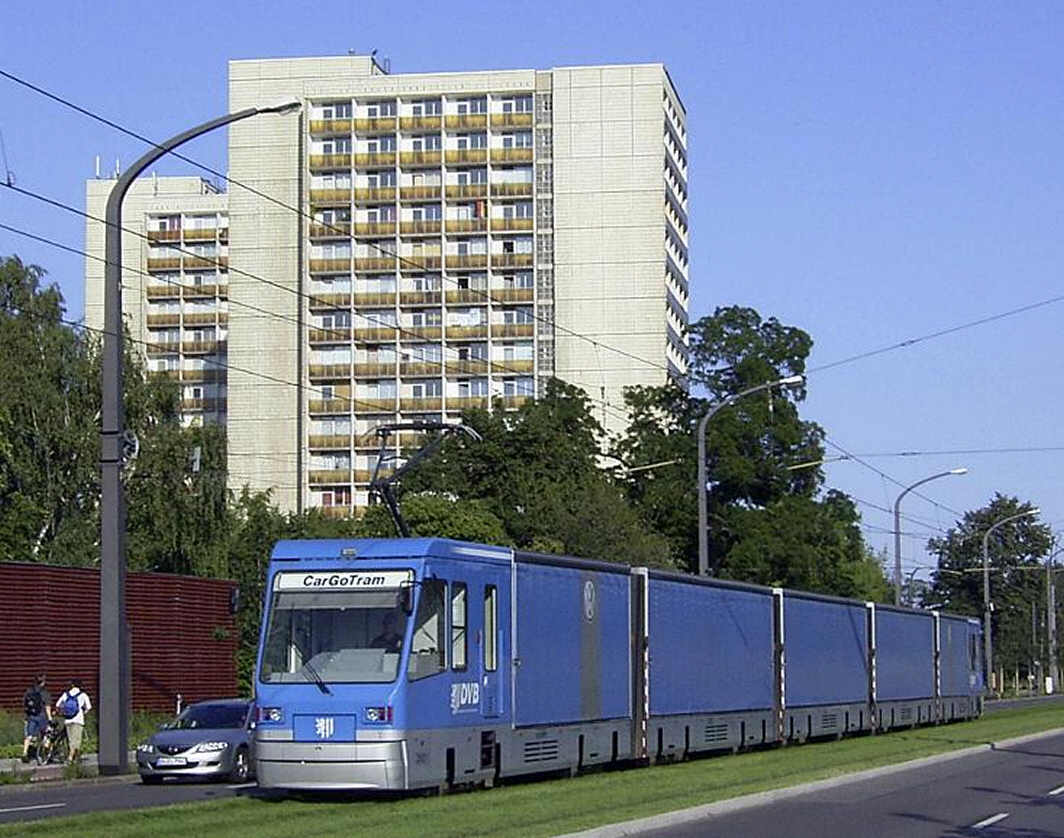
CarGoTram in Dresden

Eine Güterstraßenbahn ist eine Straßenbahn, die dem Transport von Gütern dient. Mit der Etablierung der Straßenbahnen in vielen Innenstädten kam auch die Frage auf, ob und wie Güter mit den Schienenfahrzeugen in der Innenstadt transportiert werden könnten. Im Gegensatz zu anderen Güterbahnen kann hier die innerstädtische Erschließungsfunktion der Straßenbahn genutzt werden. Der Transport von Gütern mit der Straßenbahn kann sowohl der Versorgung als auch der Entsorgung dienen. Perspektivisch wird dem Gütertransport per Straßenbahn für die Zukunft aus Umweltschutzgründen eine größere Rolle zugesprochen. Ursächlich hierfür sind Faktoren wie die Feinstaub-Problematik und die Innenstadtmaut für Lastkraftwagen.

## Interne Transporte

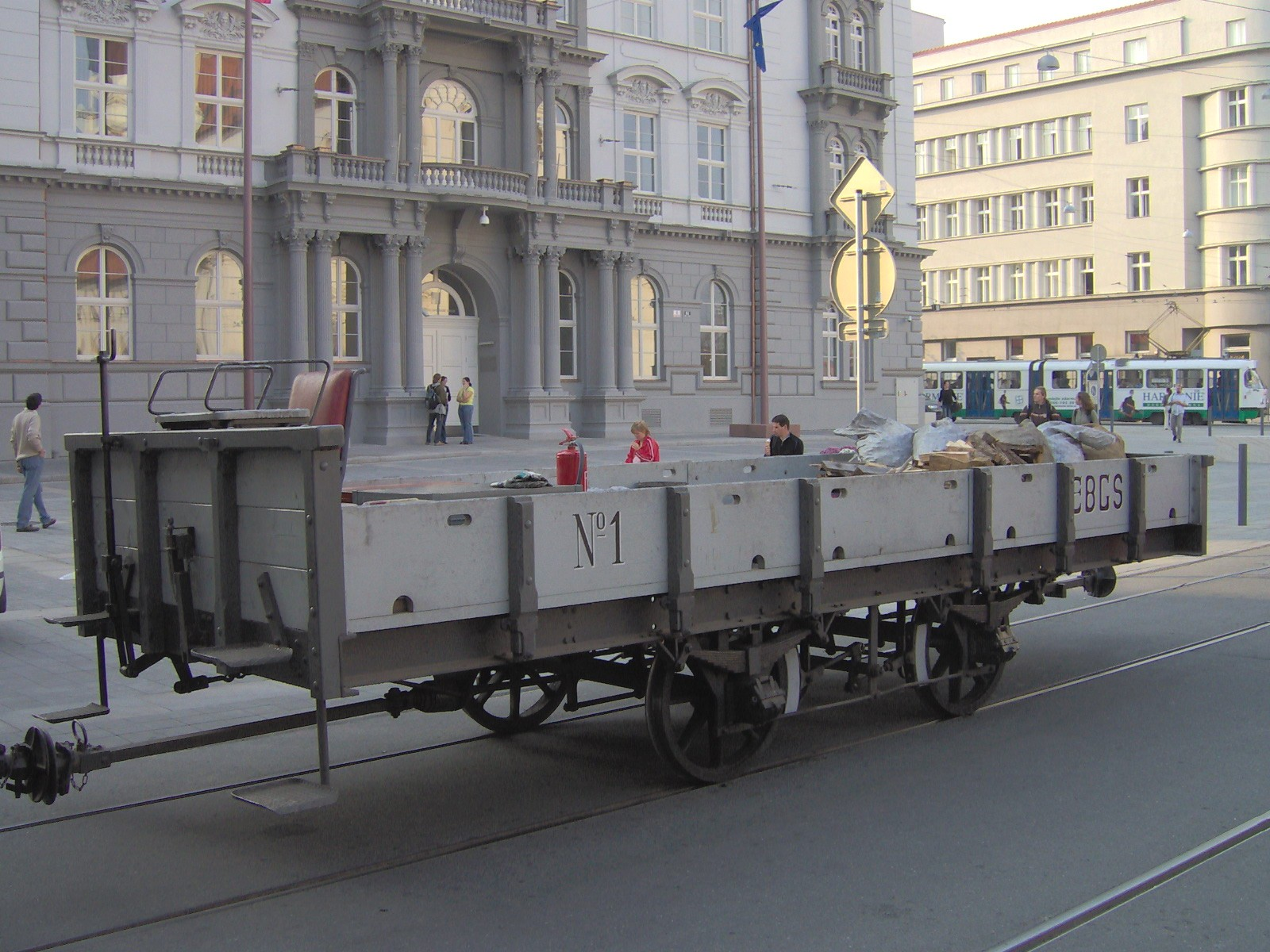
Historischer Flachwagen in Brünn

Auf den meisten Straßenbahnnetzen findet nur betriebsinterner Güterverkehr statt. Typisch ist dabei insbesondere der Transport von
- Streusalz für das Auftauen der Bahnsteige und Rillenschienenabschnitte
- Bremssand, der zu den Endstationen gebracht wird, wo das Personal diesen während der Wendepause nachladen kann
- Schotter, Schienen, Schwellen und anderen Materialien für den Gleisbau

Die Gütertransporte im Straßenbahnbereich erfolgen meist mittels einfacher Flachwagen, seltener auch mit gedeckten Güterwagen. Als Zugfahrzeuge kamen dabei, neben gewöhnlichen Straßenbahn-Triebwagen des Personenverkehrs beziehungsweise aus solchen entstandenen Arbeitswagen, meist spezielle Elektrolokomotiven mit Mittelführerstand zum Einsatz. Seltener sind kastenförmige Lokomotiven mit zwei Führerständen oder Gütertriebwagen.

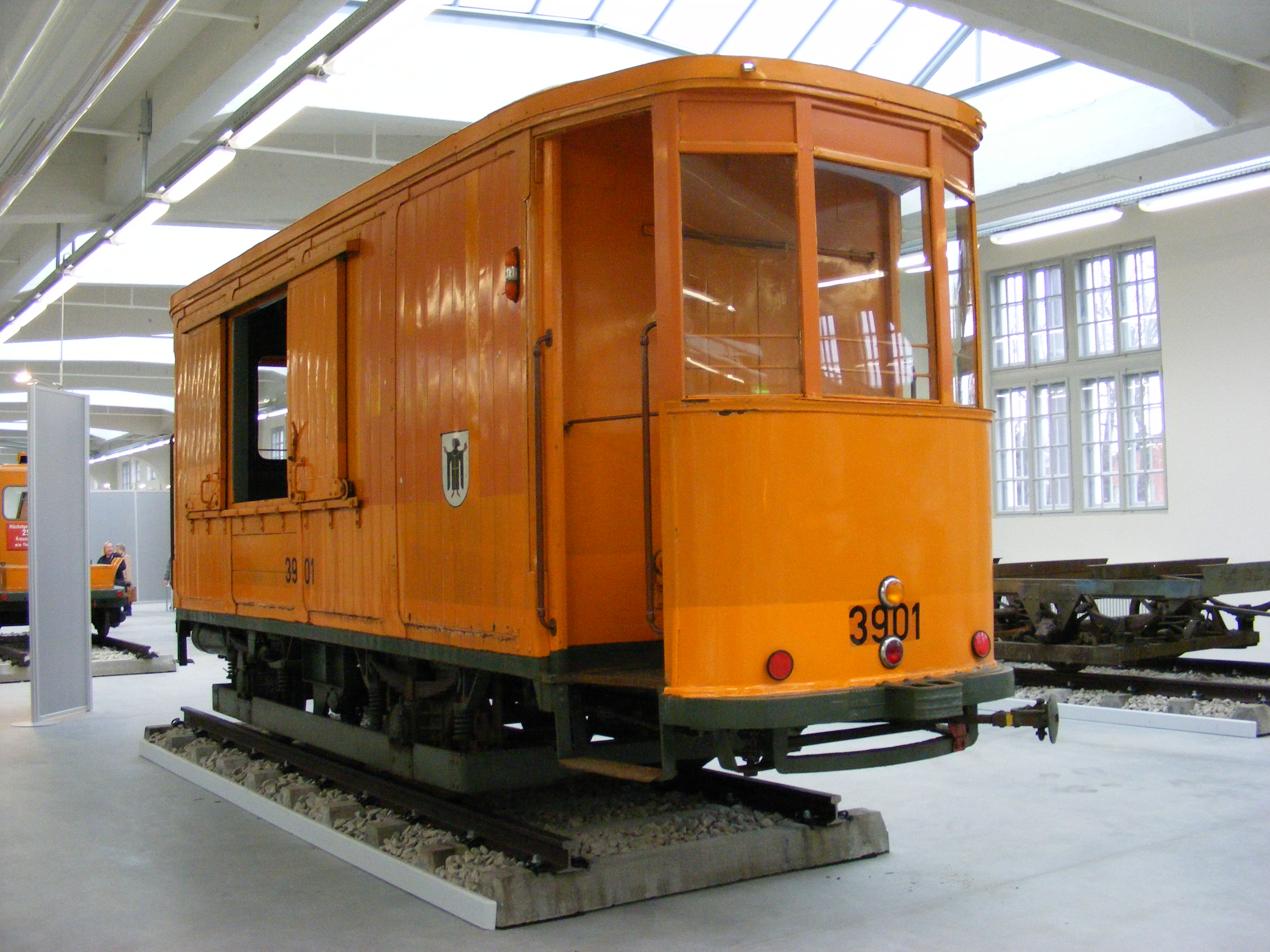
Salzmühlenwagen aus München, mit Hilfe dieser Fahrzeuge wurde Streusalz vor Ort gemahlen und zum Auftauen der Gleise über diesen verteilt
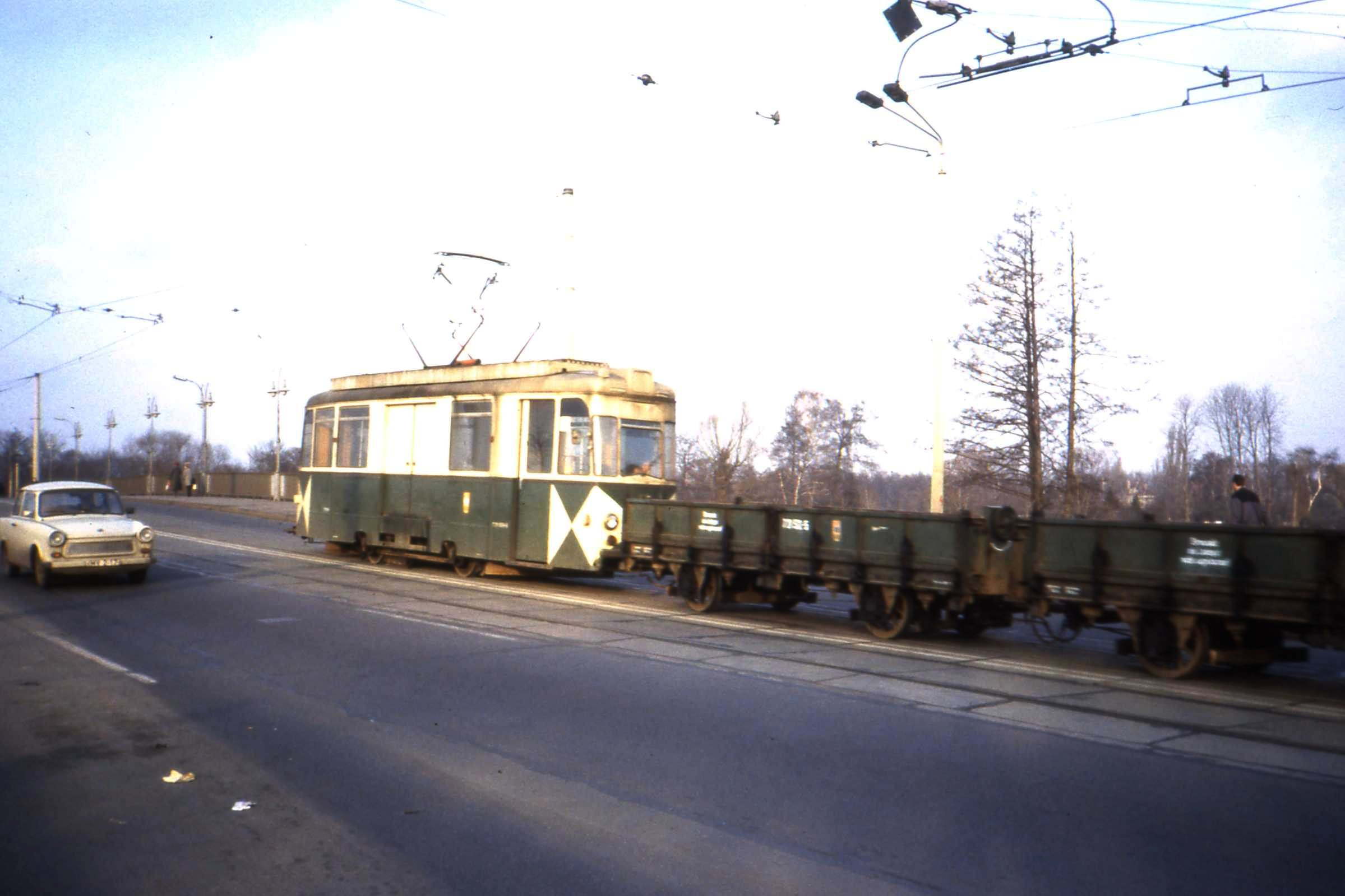
Innerbetrieblicher Gütertransport in Berlin, 1990
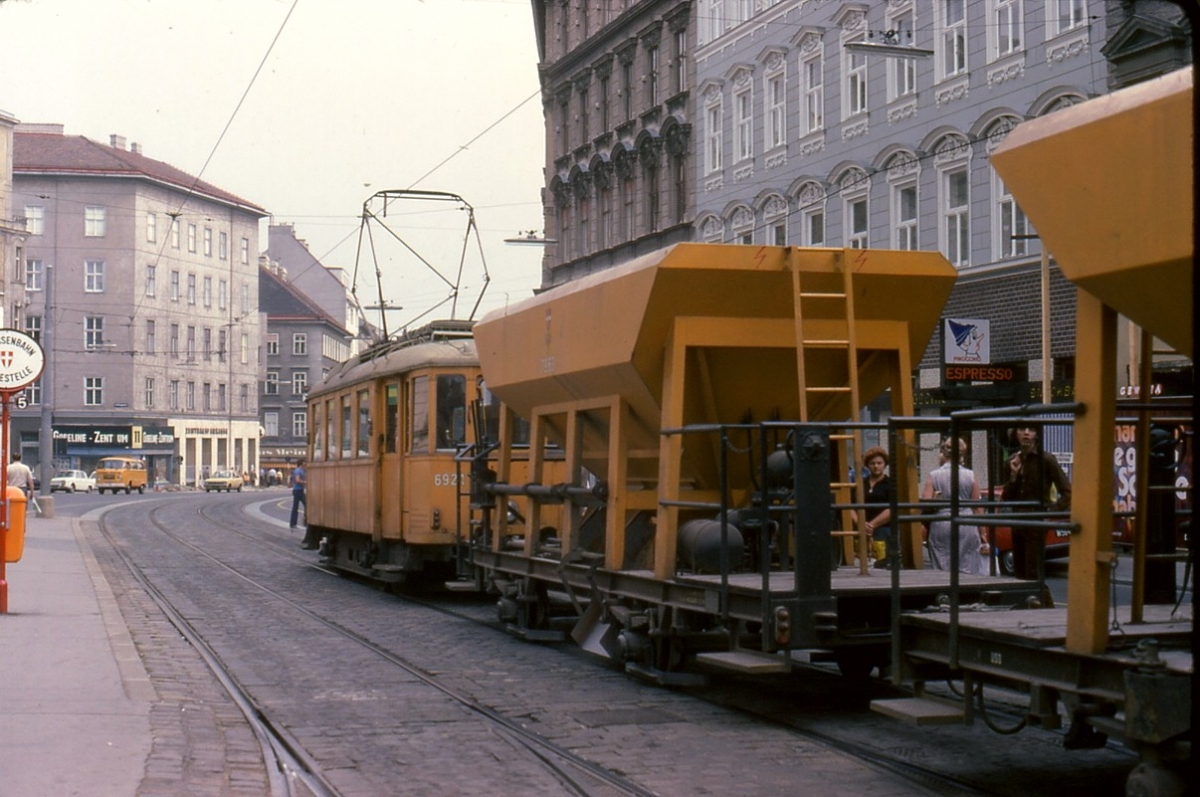
Schottertransport in Wien, 1979
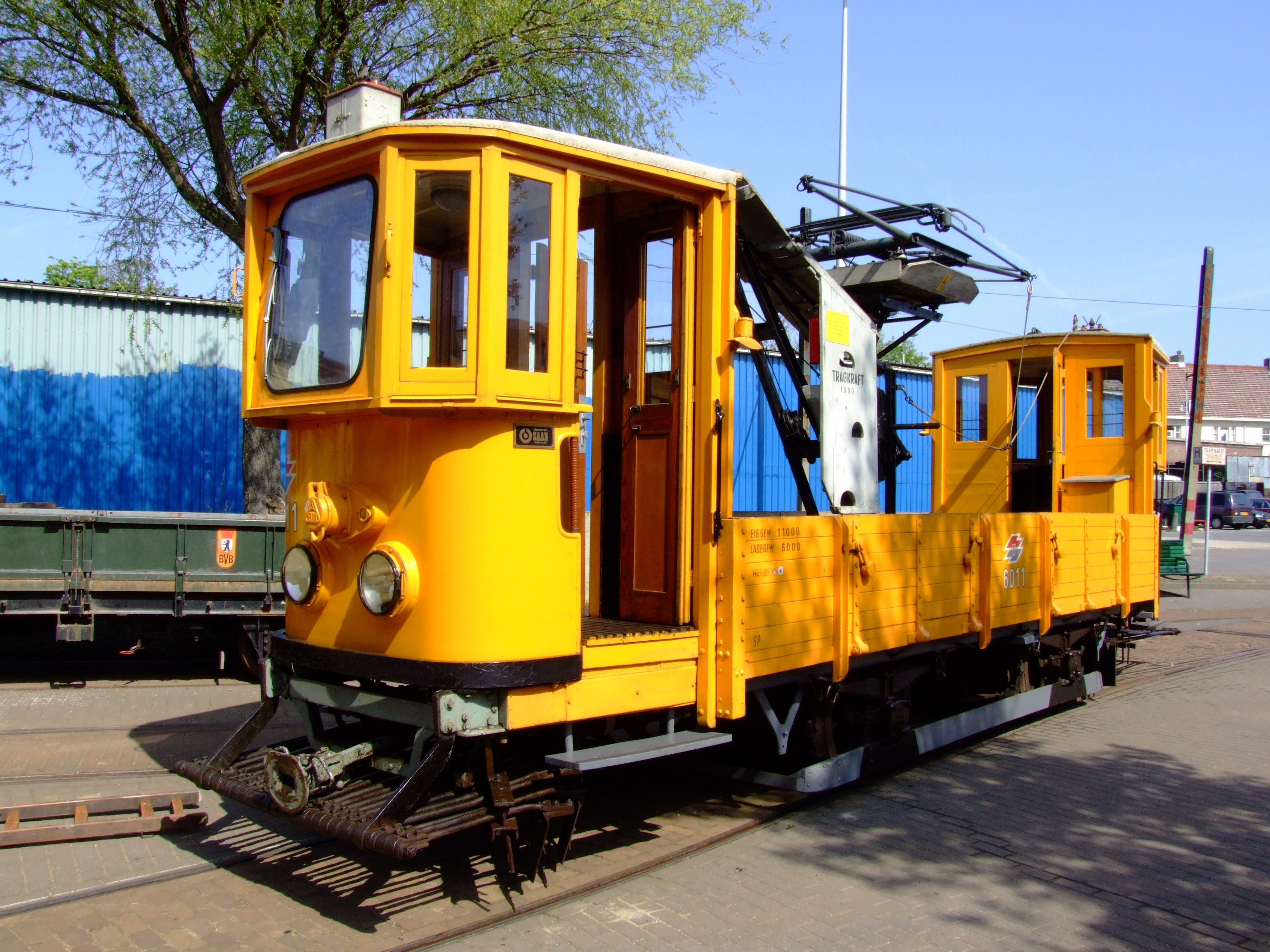
Offener Gütertriebwagen der Wiener Linien

## Kommerzielle Transporte

### Speziell adaptierte Straßenbahnwagen

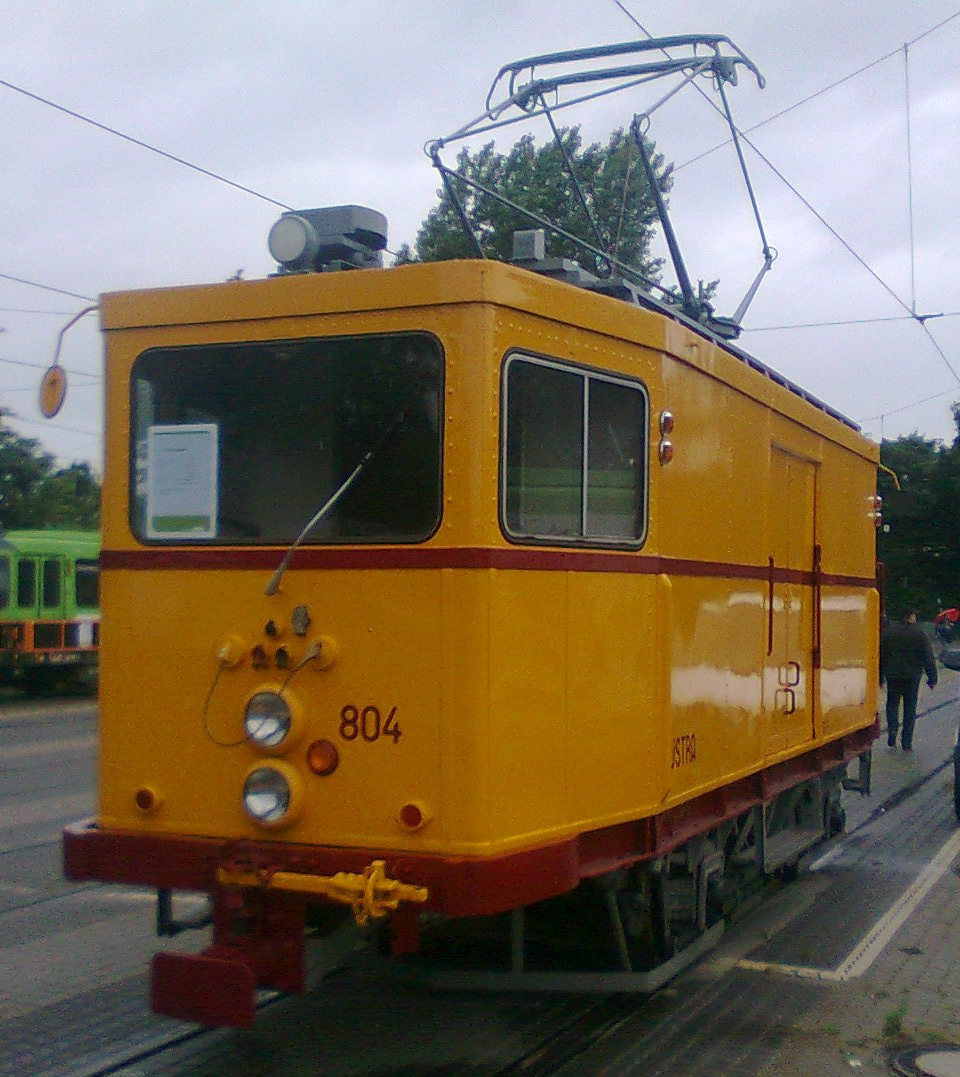
Ehemaliger Gütertriebwagen der Straßenbahn Hannover

Seltener als interne Transporte sind Dienstleistungen für externe Unternehmen.
- Bereits ein Jahr nach Aufnahme des Personenbetiebs transportierte die Straßenbahn Nürnberg ab 1882 auch Güter aller Art. Insbesondere im Binnenverkehr zwischen verschiedenen Fabriken verkehrten zunächst von Dampflokomotiven gezogene Wagen. Zu Kriegs- und Notzeiten fanden zudem viele Transporte von Lebensmitteln, wie Milch, Gemüse oder Bier, sowie Holz, Kohle oder anderen Gebrauchsgütern statt. Von 1927 bis 1938 und dann wieder von 1939 bis 1943 verkehrte zudem eine eigens eingerichtete Gepäcklinie „G“ zwischen Nürnberg und Fürth. Im und nach dem Zweiten Weltkrieg diente die Straßenbahn noch als Abtransport für die bei den Luftangriffen entstandenen Schuttmengen, ehe der Gütertransport im Laufe des Jahres 1945 vollständig eingestellt wurde.[1]

- Größter Straßenbahngütertransporteur in Deutschland war die Straßenbahn Hannover, die den Güterverkehr am 1. Oktober 1899 aufnahm. 1912 transportierte sie auf ihrem weit ins Umland reichenden Netz 412.000 Tonnen Güter, bevor die Üstra diesen Betriebszweig zum 1. Dezember 1953 aufgab.[2]

- Die Stuttgarter Straßenbahnen richteten 1912 einen sogenannten Marktwagenverkehr ein. Er erlaubte es den Bauern und Gärtnern aus den Vororten, ihre Erzeugnisse samt Leiterwagen auf speziellen Flachwagen zur Stuttgarter Markthalle in der Innenstadt zu transportieren. Dieser Service bestand bis 1955.[3][4]

- Bei der Straßenbahn Wuppertal fuhren zwischen 1923 und 1963 Kohlenzüge auf Straßenbahngleisen ab dem Bahnhof Schlachthof an der Bahnstrecke Loh–Hatzfeld über den Alten Markt zum Heizkraftwerk am Clef. Hierzu mussten die Kohlen am Schlachthof mittels eines Becherwerks aus den Staatsbahngüterwagen in – speziell für diesen Zweck gebaute – zweiachsige Selbstentladewagen der Wuppertaler Stadtwerke umgeladen werden. In der Regel bestand eine solche Garnitur aus drei Güterwagen, die jeweils etwa fünf Meter lang waren. Insgesamt standen sieben Wagen mit den Nummern 781 bis 787 zur Verfügung, das heißt zwei Garnituren und ein Reservefahrzeug.[5]

- Im Ruhrgebiet wurden im Zweiten Weltkrieg Güterstraßenbahnen zum Transport von Kohle oder anderen Massengütern genutzt. Nach Kriegsende wurden in den durch Luftangriffe zerstörten Städten oft Trümmerbahnen auf Straßenbahngleisen eingesetzt, um den Schutt der Ruinen abzufahren.

- Auf dem Netz der Straßenbahn Dresden transportierten zwischen 1926 und 1965 eigene Fahrzeuge der Bienertmühle Mehl, hierzu existierten ein Gütertriebwagen und drei Güterbeiwagen. Die Güterzüge verbanden die Mühle im Stadtteil Plauen mit der zum gleichen Unternehmen gehörenden Hafenmühle in der Friedrichstadt.[6]

- In Dresden verkehrte außerdem zwischen 2001 und 2020 die CarGoTram. Mit zwei Triebzügen wurden Güter zur Autoproduktion von einem Logistikzentrum am Güterbahnhof Friedrichstadt in die Gläserne Manufaktur von Volkswagen am Großen Garten transportiert. Am 16. November 2000 wurde das erste Fahrzeug offiziell vorgestellt, am 3. Januar 2001 absolvierte die CarGoTram erste Testfahrten.[7]

- Die Thüringerwaldbahn transportierte in den Jahren 1982 bis 1988 Getränkekisten der örtlichen Brauerei (sie gehört nunmehr zur Oettinger-Gruppe) auf ihrer Überlandstrecke von Gotha nach Tabarz, wo die Umladung auf Lastwagen erfolgte.[8] Für diesen Dienst verwendete die Straßenbahngesellschaft zwei ältere gedeckte Güterwagen von 1929, die ursprünglich als Gepäckwagen dienten.[9]

- Weitere deutsche Betriebe mit Güterbeförderung waren die Wahner Straßenbahn sowie die Rhein-Sieg-Verkehrsgesellschaft mbH.

- Die Straßenbahn Berlin prüft 2021 einen solchen Betrieb.[10]

- Bei der Strassenbahn Zürich dient seit 2003 ein ehemaliger Schweizer Standardwagen als sogenannte Cargotram zum Einsammeln von Sperrmüll.

- Die Nahverkehr Schwerin GmbH stellte im Herbst 2022 ein Modellprojekt vor: Deutsche Post DHL will über die dortige Straßenbahn Pakete zu fünf Zielen entlang der Strecke ausliefern.[11]

- Im Jahr 2024 gab es in Frankfurt am Main einen vierwöchigen Testlauf mit geringfügig modifizierten Straßenbahnen zum Transport von Paketen aus dem Versandhandel. Damit will man den Anteil an Lieferfahrzeugen in der Stadt verringern. Der Test wurde von den Beteiligten als erfolgreich bewertet.[12]

- Nicht durchsetzen konnte sich hingegen das 2004 begonnene Projekt Güterbim bei der Straßenbahn Wien.

- Gleichfalls nicht realisiert wurde der Güterverkehr bei der Straßenbahn Amsterdam. Hierzu wurde im März 2007 der Einsatz von Güterstraßenbahnen getestet und anschließend der Aufbau eines Güterstraßenbetriebs ab 2008 beschlossen. Die mit dem Betrieb beauftragte Firma Citycargo sollte bis Jahresende 2008 zehn Güterstraßenbahnen zum Einsatz bringen. Im Endausbau sollten es 50 Triebwagen sein. Diese sollten vor allem den Warenverkehr mit den Geschäften und Gaststätten in der Amsterdamer Innenstadt übernehmen und diese vom Lieferverkehr mit Lastkraftwagen entlasten. Nach dem Rückzug der Investoren meldete Citycargo 2009 Insolvenz an, seitdem wird dieses Projekt nicht mehr weiterverfolgt.

- In der norwegischen Hauptstadt Oslo bestand von 1918 bis 1967 mit der Korntrikk eine Güterstraßenbahn, die die Verbindung zwischen Mühlenstandorten und dem Hafen sicherstellte.

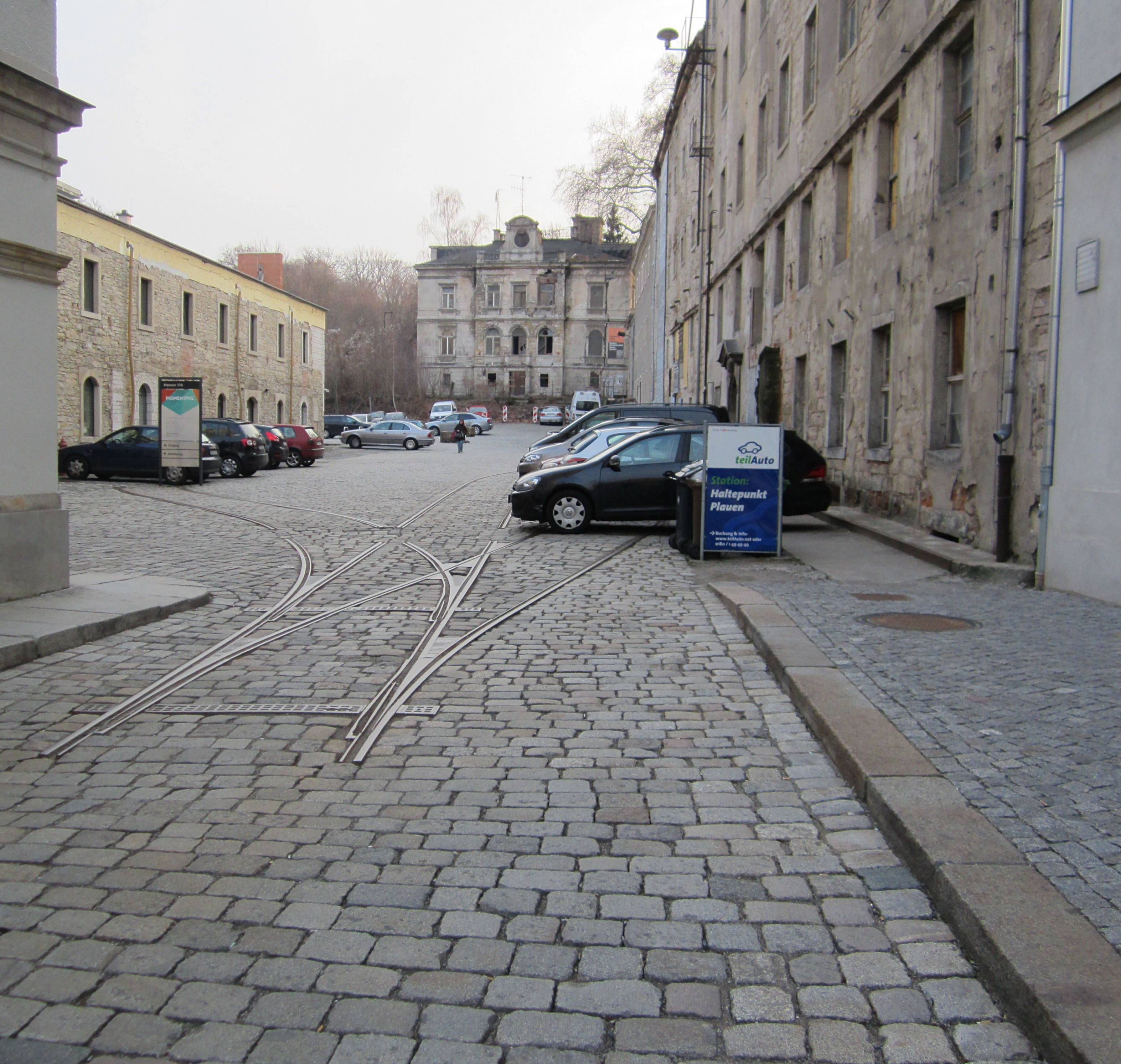
Ehemalige Anschlussgleise der Dresdner Bienertmühle
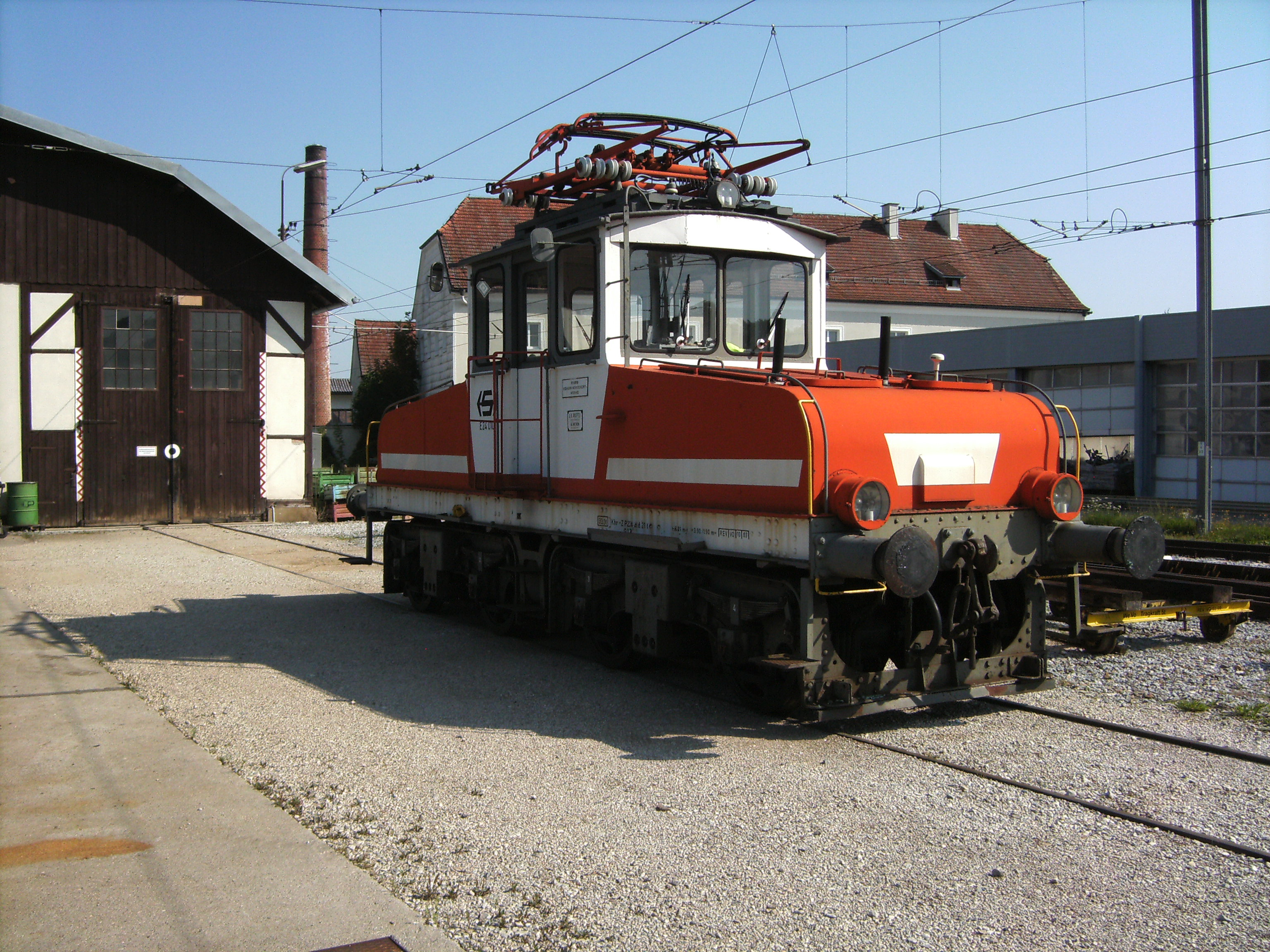
Lokomotive der Wuppertaler Stadtwerke, heute bei der Lokalbahn Lambach–Vorchdorf-Eggenberg im Einsatz
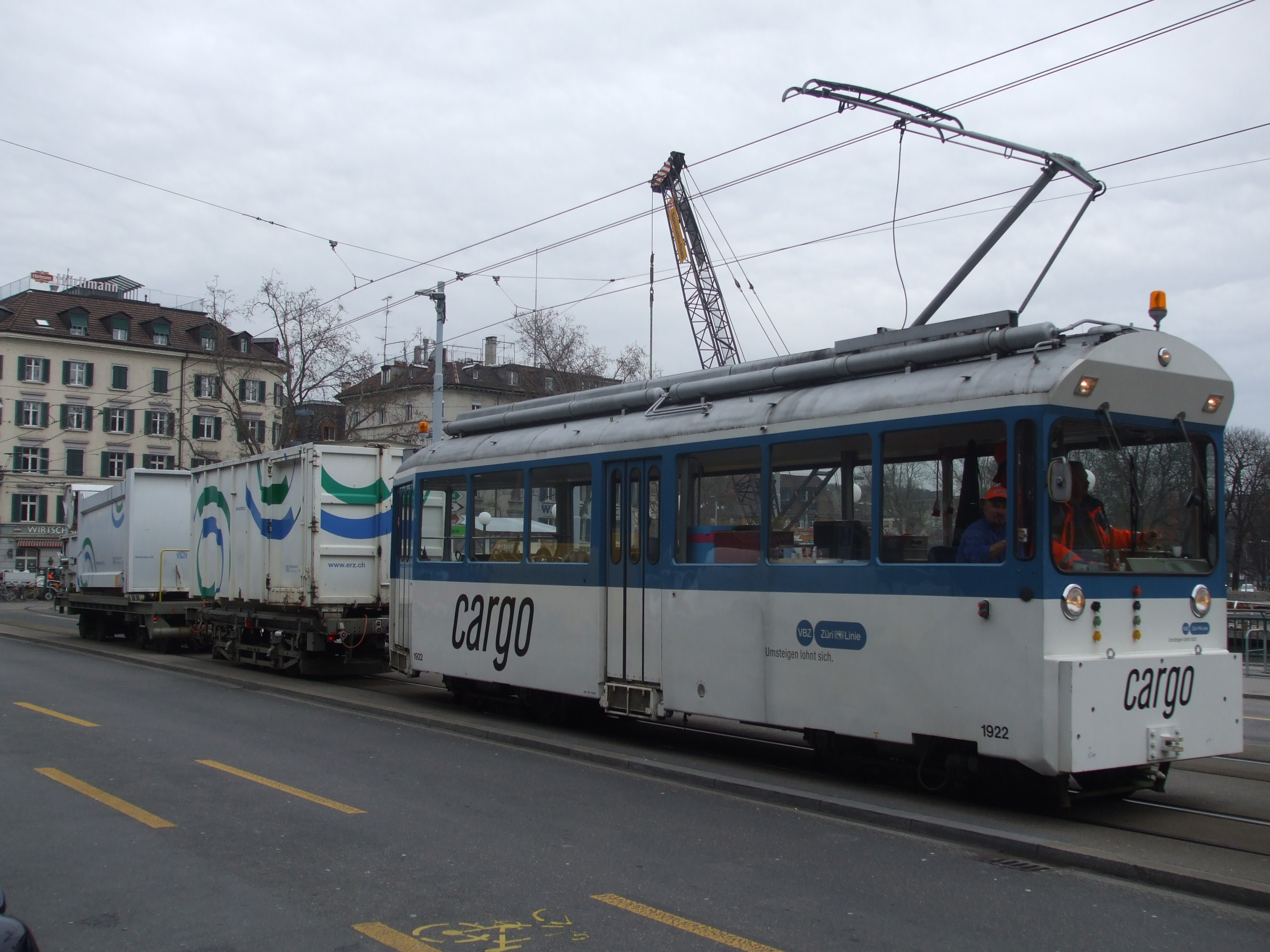
Sperrmülltransport per Cargotram in Zürich
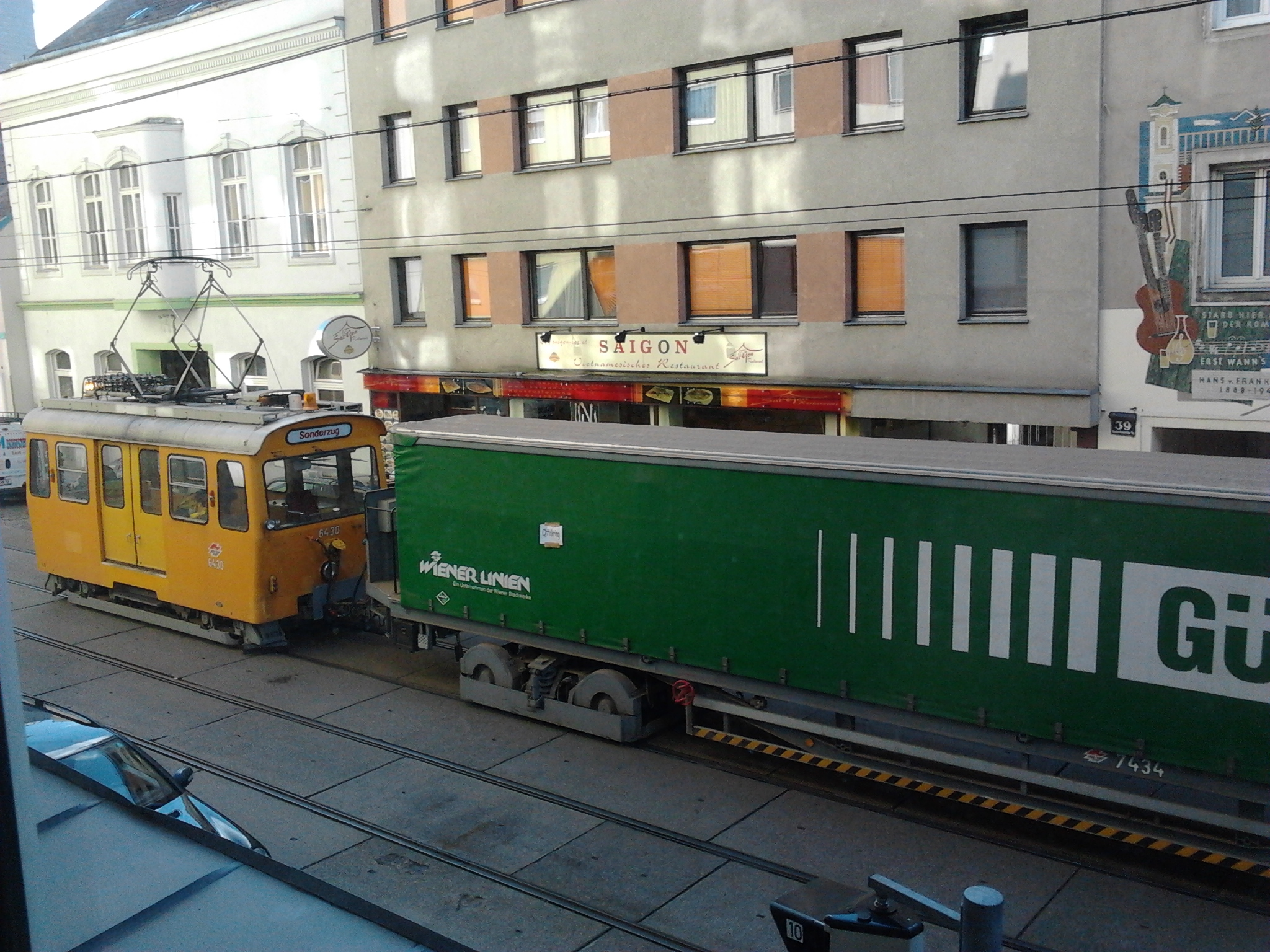
Ein Güterbim-Testzug in Wien
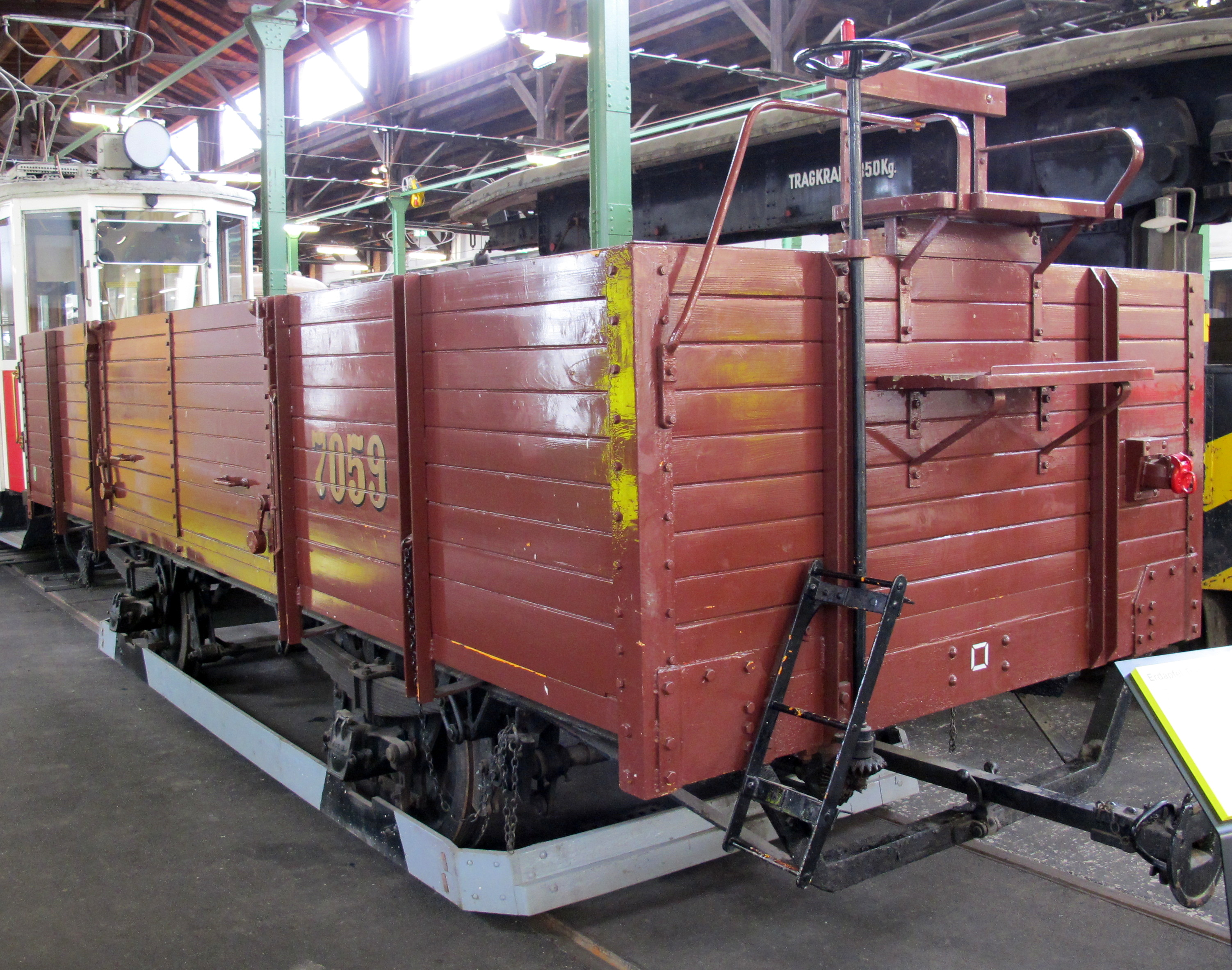
Wiener Straßenbahngüterwagen mit charakteristischer umlaufender Holzverkleidung der Achsen zur Vermeidung von Unfällen im Straßenverkehr

### Zustellung von Staatsbahngüterwagen über das Straßenbahnnetz
Eine Variante der Güterstraßenbahn war die Zustellung von Güterwagen der Staatsbahn über das Straßenbahnnetz, das in diesem Fall zusätzlich als Industriestammgleis fungiert. Hiervon profitierten insbesondere Industriebetriebe abseits der Eisenbahnstrecken. Sie kamen auf diese Weise dennoch zu einem Gleisanschluss, zumindest sofern sie an oder in der Nähe einer Straßenbahnstrecke lagen. Von Vorteil war hierbei insbesondere das entfallende Umladen der Waren auf Straßenfahrzeuge im Güterbahnhof.
Nachteilig wirkte sich hingegen der teils aufwändige Rangierbetrieb aus, dieser behinderte mitunter den regulären Taktfahrplan der Straßenbahn und verursachte Verspätungen. Teilweise mussten die Güterzüge auf zweigleisigen Strecken das Gegengleis entgegen der Regelfahrtrichtung benutzen, um bestimmte Anschlüsse zu bedienen. In Košice beispielsweise war der Güterverkehr daher aufgrund des zunehmenden Personenverkehrs in den letzten Jahren seines Bestehens auf die Nachtstunden beschränkt.

#### Direkter Wagenübergang
Vor allem in Österreich-Ungarn beziehungsweise dessen Nachfolgestaaten war es weit verbreitet, die Güterwagen direkt auf den Straßenbahngleisen fahren zu lassen, sofern es sich um normalspurige Netze handelte. In der österreichischen Reichshälfte war dies in Brünn (1909–1967), Ostrava (1894–1972) und St. Pölten (1911–2008) der Fall. In der ungarischen Reichshälfte hatten sogar alle Regelspurbetriebe einen solchen Güterverkehr. Dies waren: Arad zu Zeiten der normalspurigen Pferdebahn (1869–1929), Brașov (1890–1989), Budapest (1896–1996), Cluj-Napoca (1883–1902), Debrecen (ab 1884), Košice (1913–1964), Miskolc (ab 1897), Oradea (1882–1994), Pécs (1914–1960), Timișoara (1899–1904 und 1916–1993) und Szeged (1884–1971). In Oradea, wo zeitweise bis zu 27 Anschlüsse bedient wurden, war der Güterverkehr dabei Vorreiter des erst 1896 eingeführten Personenverkehrs. Im Gegenzug gab es in Brașov (ab 1960) und in St. Pölten (ab 1976) zwar noch Güter-, aber keinen Personenverkehr mehr. Eine Besonderheit des Arader Betriebs war die Doppelspur auf dem Boulevard, wobei das westliche Gleis ausschließlich dem Personenverkehr und das östliche ausschließlich dem Güterverkehr diente.
In Deutschland fand ein direkter Übergang von Güterwagen bei der Straßenbahn Hannover statt, die sie auf der Strecke von Rethen nach Pattensen sowie im Ortsgebiet von Sehnde diversen Unternehmen zustellte. Als Zugfahrzeuge dienten sogenannte Bockmaschinen. In der Ukraine führte die Straßenbahn Charkiw vorübergehend Güterverkehr mit Eisenbahngüterwagen durch.
Die Verknüpfung zwischen Straßenbahn und Eisenbahn erforderte jedoch häufig infrastrukturelle Anpassungen, insbesondere bezüglich des Radreifenprofils. So waren beispielsweise in St. Pölten die Rillenschienen auf den Mischbetriebsstrecken 60 Millimeter breit, auf den reinen Personenverkehrsabschnitten hingegen nur 32 Millimeter. In Hannover wiederum hatten Straßenbahnfahrzeuge, die nach Pattensen übergehen durften, breitere Radreifen und spitze Spurkränze für die Auflauf-Herzstücke im Straßenbahnbereich. Außerdem waren sie durch ein Dreieck hinter der Wagennummer gekennzeichnet.
Zudem war das höhere Gewicht der Eisenbahnwagen zu berücksichtigen, es erforderte schwerere Schienen und einen stabileren Unterbau. Ferner waren die Güterwagen meist breiter als die Personenwagen, das heißt auf zweigleisigen Strecken musste ein größerer Gleisabstand eingeplant werden um Begegnungsverbote zu vermeiden. Außerdem konnten sie besonders enge Radien nicht befahren. Fahrzeugseitig mussten die Straßenbahnlokomotiven – zusätzlich zu den im Straßenbahnbereich üblichen Mittelpufferkupplungen – mit Puffern und Schraubenkupplungen ausgestattet werden.
Über die Normalspurnetze hinaus existierten auch schmalspurige Straßenbahnnetze mit direktem Wagenübergang zu Eisenbahnen in gleicher Spurweite. Beispiele hierfür sind Gera, wo die Bahnstrecke Gera-Pforten–Wuitz-Mumsdorf schon ab ihrer Eröffnung 1901 eine direkte Verbindung mit der Straßenbahn hatte, die Straßenbahn Satu Mare sowie die Straßenbahn Sarajevo. In der bosnischen Hauptstadt stellte die 760-Millimeter-spurige Bosnabahn ihre Güterwagen an verschiedene Unternehmen im Stadtgebiet zu.

Abgestellte Staatsbahn-Güterwagen im Arader Stadtzentrum, die Zustellung dorthin erfolgte über die Gleise der Pferdebahn
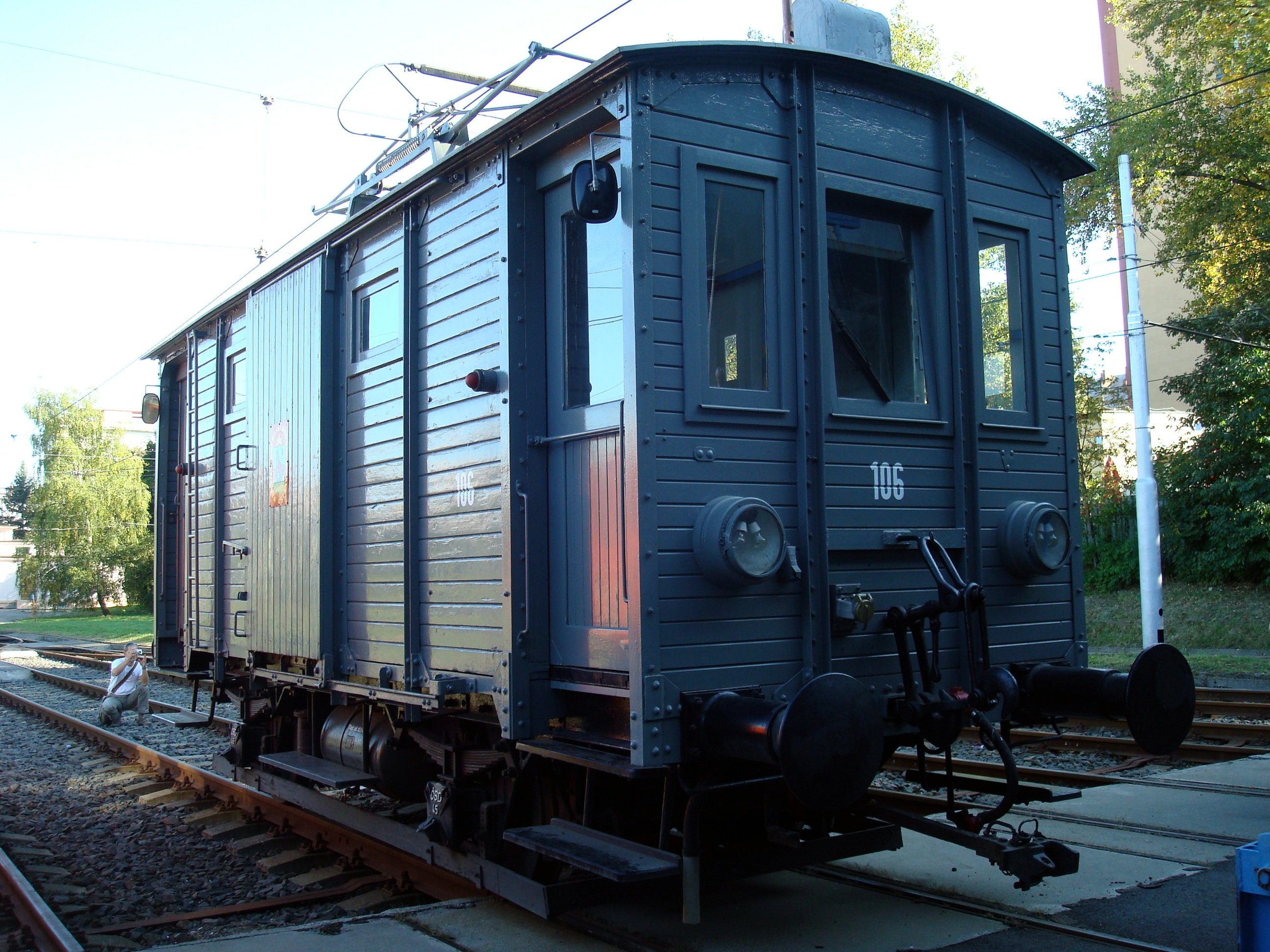
Ostrava: Schlepptriebwagen mit Puffern und Schraubenkupplungen für die Beförderung von Eisenbahnwagen
Elektrische Güterlokomotive aus Miskolc in seltener Bauausführung als Kastenlokomotive mit Mittelführerstand

#### Verladung auf Rollwagen oder Rollböcke
Schmalspurige Straßenbahnnetze hingegen setzten meist auf die Verladung normalspuriger Wagen auf meterspurige Rollwagen oder Rollböcke. Dies war unter anderem in Gera, Meißen, Mönchengladbach, Mülhausen, Reutlingen, Schaffhausen und Teplice der Fall. Allerdings waren Reutlingen und Teplice zumindest anfangs als Kleinbahn beziehungsweise Lokalbahn konzessioniert. Gleiches galt für die 1931 ins Netz der Hagener Straßenbahn AG integrierte ehemalige Kleinbahn Haspe–Voerde–Breckerfeld, auf der bis 1954 Güterverkehr stattfand. Die Güterbahn Deuben wiederum war eine ausschließlich dem Güterverkehr dienende, aber als Straßenbahn konzessionierte Anlage. Im Gegensatz dazu war die Plettenberger Straßenbahn als Eisenbahn genehmigt, führte den Betrieb aber dennoch ähnlich einer Straßenbahn durch und bediente zeitweise bis zu 71 Anschlüsse.

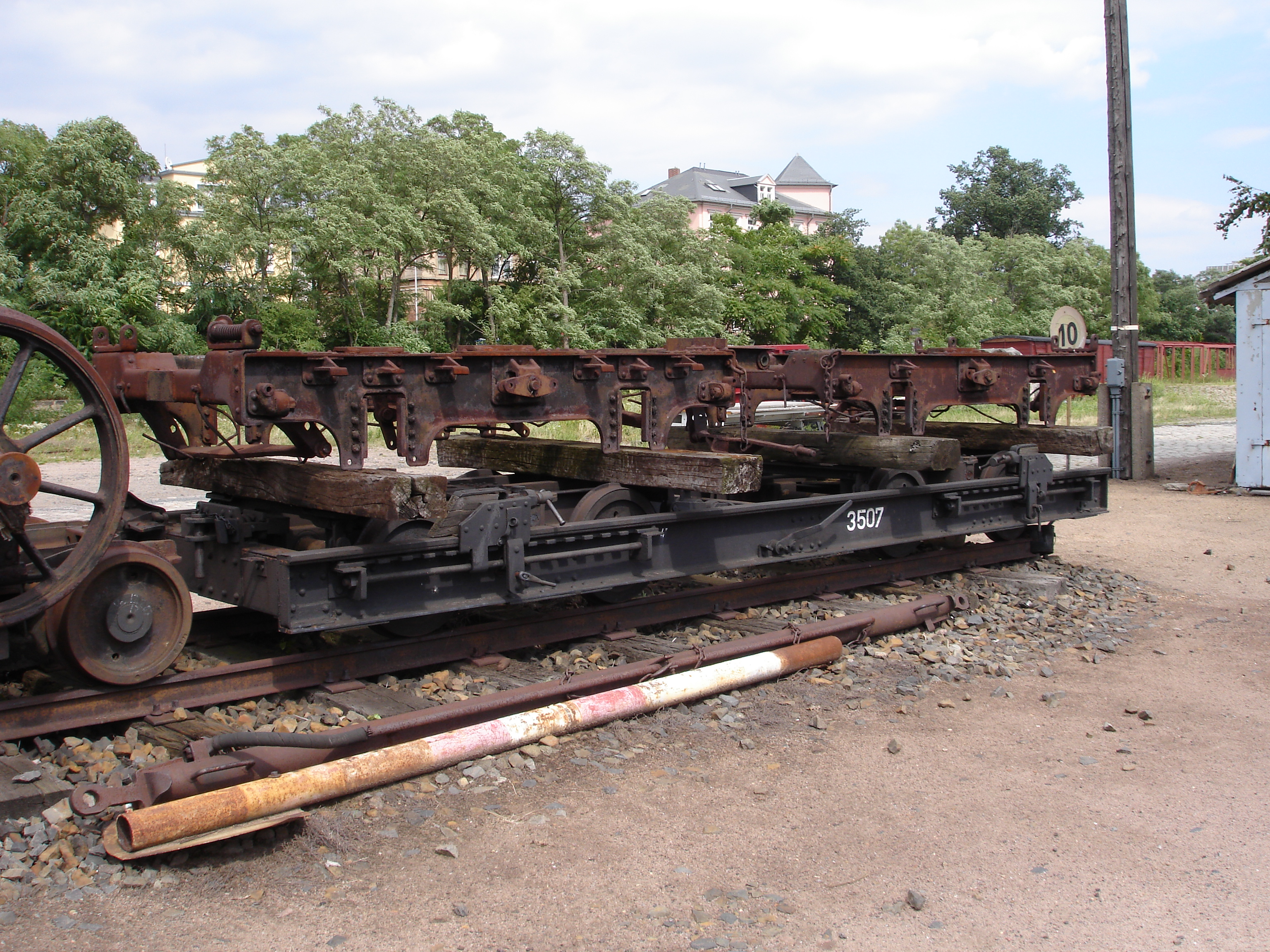
Ehemaliger Rollwagen der Güterbahn Deuben
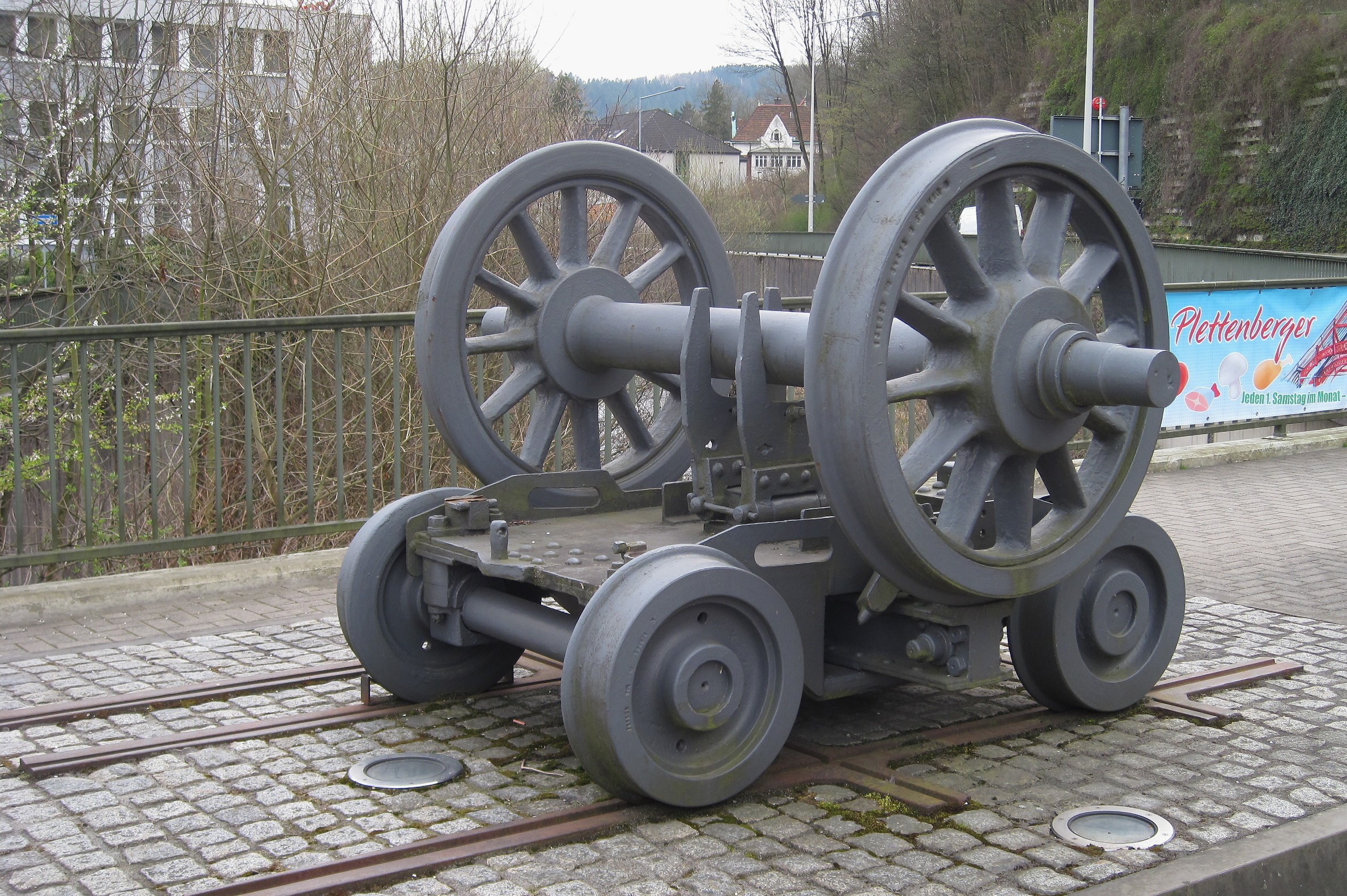
Dieses Denkmal erinnert an den Rollbockbetrieb der Plettenberger Straßenbahn

## Sprengwagen

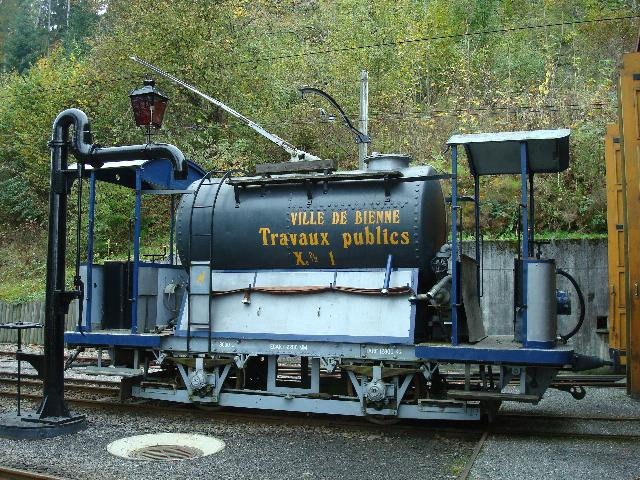
Historischer Sprengwagen der Stadt Biel von 1915

Viele Kommunen betrieben früher zudem Sprengwagen zur Bewässerung ungeteerter Straßen. Sie dienten in erster Linie der Gesundheitsvorsorge, erleichterten aber auch die anschließende Straßenreinigung.

## Poststraßenbahnen

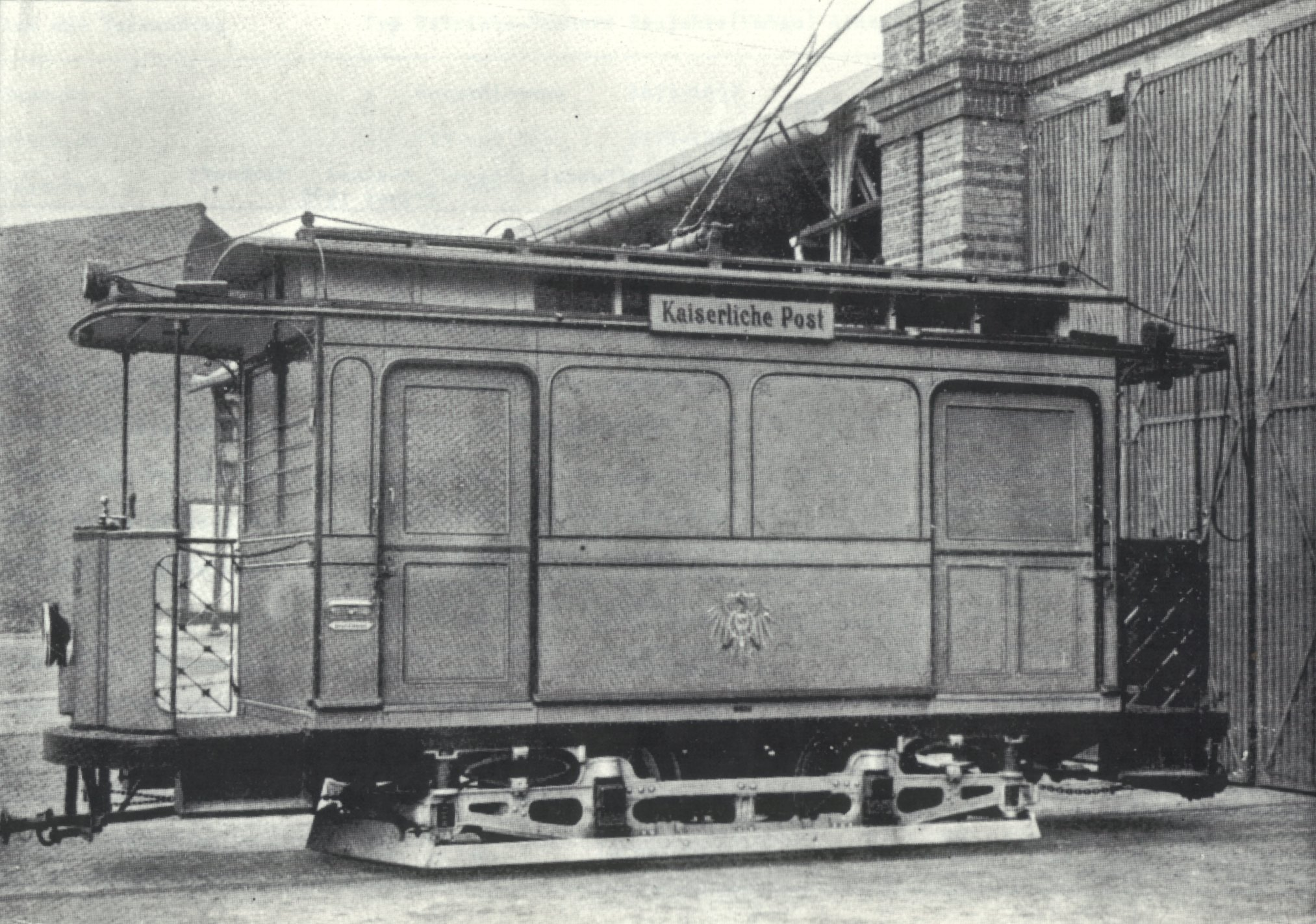
Posttriebwagen aus Frankfurt

Anfang des 20. Jahrhunderts existierten ferner in einigen Städten Europas spezielle Posttriebwagen samt passenden Anhängern für den Postaustausch zwischen verschiedenen Postämtern im Stadtgebiet. Darunter beispielsweise die Poststraßenbahn Frankfurt am Main von 1901 bis 1951, die Poststraßenbahn München von 1905 bis 1959, die Poststraßenbahn Aachen von 1920 bis 1928 oder die Poststraßenbahn Berlin von 1917 bis 1935.